# Vitali Jmelnitski
Vitali Jmelnitski (en ucraniano: Віталій Григорович Хмельницький; Timoshivka, 12 de junio de 1943-Kiev, 13 de febrero de 2019) fue un futbolista y entrenador ucraniano que jugaba en la posición de delantero.

## Carrera

### Club
Su carrera profesional inició en 1961 con el Azovstal Zhdánov, donde anotó tres goles en 18 partidos. Al año siguiente pasó al FC Shajtar Donetsk, con el que anotó ocho goles en 73 partidos hasta 1964.
En 1965 pasa al F. C. Dinamo Kiev, equipo con el que gana la Primera División de la Unión Soviética en cuatro ocasiones, la Copa de la Unión Soviética dos veces y el premio al futbolista del año en 1965. Se retiró en 1972 y anotó 54 goles en 217 partidos.

### Selección nacional
Jugó para Unión Soviética de 1965 a 1971 anotando 7 goles en 20 partidos, incluyendo uno ante Bélgica en la Copa Mundial de Fútbol de 1970.

### Entrenador
Dirigió al Granit Cherkasy de 1973 a 1974 y al FC Krivbas Krivi Rih de 1978 a 1979.

## Logros

### Club
- Primera División de la Unión Soviética (4): 1966, 1967, 1968, 1971
- Copa de la Unión Soviética (2): 1964, 1966

### Individual
- Futbolista del Año en la URSS en 1965.